# Нільс Брінк
Нільс Брінк Крістенсен (дан. Niels Brinck Kristensen; нар. 24 вересня 1974, Орхус, Данія) — данський співак, автор пісень і продюсер, який виступає під псевдонімом Брінк.
У травні 2009 року Брінк представляв Данію на конкурсі пісні Євробачення 2009 в Москві з піснею Believe Again. У фіналі посів тринадцяте місце.